# Herbstenburg

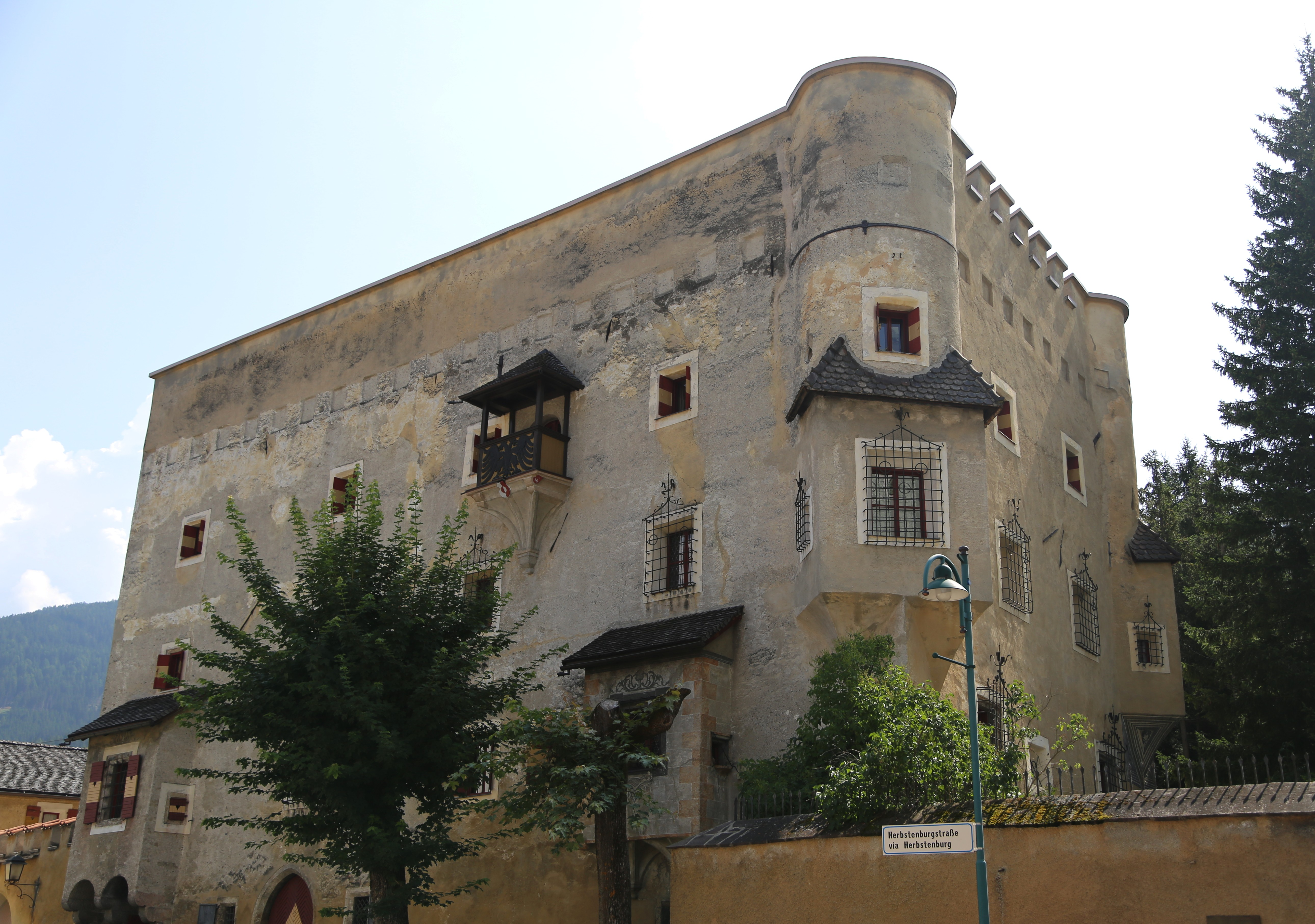
Die Herbstenburg

Die Herbstenburg ist ein auf einem mittelalterlichen Turm aufbauender Ansitz, der sich in der Südtiroler Gemeinde Toblach befindet.

## Geschichte
Im Jahre 1500 erwarben die Brüder Kaspar und Christoph von Herbst den mittelalterlichen Wehrturm, um ihn zur heutigen Größe auszubauen. In dieser Weise erhielt der Ansitz auch den Namen seiner Erbauer. Christoph von Herbst, der Richter von Toblach war, benützte Herbstenburg zeitweilig als sein Gerichtshaus.
In weiterer Folge diente der Ansitz den Gebrüdern als ein sogenannter Vogteisitz. Der Ansitz bildete den Mittelpunkt einer zum Teil befestigten Anlage, die bis zum Roten Turm im Nordwestteil Toblachs reichte. Diesen verband ein unterirdischer Gang mit dem Ansitz. In den Kellergewölben der Herbstenburg befanden sich die Gefängnisse des Toblacher Gerichts.
Zwischen den Jahren 1508 und 1511 ist auch ein Aufenthalt von Kaiser Maximilian I. auf der Herbstenburg bekannt, Von dort aus berief er im Jahre 1508 den Reichstag in Augsburg ein, und im Jahre 1511 diente sie ihm als sein Hofquartier. Im Sommer des Jahres 2009 wurde auf dem vor der Herbstenburg gelegenen Platz eine Statue Kaiser Maximilians I. festlich eingeweiht.
Nach dem Aussterben der Herbst kamen als neue Herren die Gössl, Hans und sein Bruder Georg von Graben zum Stein, die Prak und 1605 die von Walther in den Besitz der Herbstenburg. Nachfolgende Besitzer waren die Laspa, die Herren von Klebelsberg sowie die (Grafen) Bossi-Fedrigotti von Ochsenfeld.